# Juillet 1882

## Événements
- Juillet - septembre : les Britanniques décident l’occupation unilatérale de l'Égypte, réprimant des soulèvements nationalistes contre Tawfiq Pacha. L’expédition d’Égypte a pour but d’éviter que les dirigeants égyptiens ne puissent impunément ne pas rembourser leurs dettes, ce qui créerait un précédent, comme de garantir l'accès aux Indes par Suez. Le gouvernement italien décline l’invitation adressé par la Grande-Bretagne pour une expédition commune en Égypte.

- 5 juillet : l’Italie, qui a récemment institué l’académie navale de Livourne, établit une colonie africaine sur la baie d’Assab, en mer Rouge, achetée par le gouvernement à l’armateur Rubattino par une convention signée le 1er mars.

- 11 - 13 juillet : bombardement d'Alexandrie par la flotte britannique.

- 14 juillet : les troupes Britanniques occupent Alexandrie. Le chef nationaliste Arabi Pacha engage la lutte contre les Britanniques.

- 17 juillet : départ du navire français La Romanche, 140 personnes à bord pour la Terre de feu et l'île Navarino, superbe reportage unique au monde de 320 photos sur plaques de verre au gelatino bromure sur les indiens Yahgans dans la région de Puerto Williams près du cap Horn (Trésors de la BnF)

- 20 juillet : retour à la démocratie au Costa Rica (République libérale, 1882-1940). Succédant au général Guardia, le président Próspero Fernández Oreamuno expulse les jésuites (1884), interdit l’établissement de communautés religieuses et décrète la laïcité de l’enseignement public. Il meurt en 1885, laissant à don Bernardo Soto Alfaro le soin de terminer son mandat (1889).

- 23 juillet : la Corée passe sous l’influence politique de la Chine. Un officier instructeur est assassiné et la légation du Japon à Séoul est incendiée par des éléments nationalistes. La reine Min échappe de peu à un assassinat, mais doit s’enfuir. La Chine envoie des navires de guerre dans la rade d’In Cho. Le général Yuan Shikai dirige de fait le gouvernement et rétablit la reine Min. La Chine accorde des réparations au Japon ainsi que l’autorisation de maintenir une petite garnison.

- 29 juillet, France : démission du Gouvernement Charles de Freycinet (2).

- 31 juillet :
  - Joseph-Alfred Mousseau (conservateur) devient premier ministre au Québec en remplacement de Joseph-Adolphe Chapleau. Mise en place de son gouvernement.
  - Fondation de Rishon LeZion par 10 membres du groupe sioniste des Amants de Sion, originaires de Kharkov (actuellement en Ukraine).
    - Après des débuts difficile, Edmond de Rothschild favorise l’essor d’une colonisation juive pour une durée de sept ans, en investissant plus d’1,5 million de £.

## Naissances
- 14 juillet : Georges Faniel (1882-1959), architecte, peintre et sculpteur.
- 15 juillet : Nora Ashe, enseignante irlandaise, nationaliste et militante de la langue irlandaise († 20 janvier 1970).
- 16 juillet : Theo von Brockhusen, peintre, dessinateur et graveur allemand († 20 avril 1919).
- 18 juillet : El Gallo (Rafael Gómez Ortega), matador espagnol († 25 mai 1960).
- 22 juillet : Edward Hopper, peintre et graveur américain.
- 24 juillet : Clotilde Luisi, avocate, professeur de droit et féministe uruguayenne († 1969).

## Décès
- 10 juillet : Domingos José Gonçalves de Magalhães, médecin, professeur, diplomate, homme politique, écrivain et poète brésilien (° 13 août 1811).
- 11 juillet : Louis-Eugène Simonis, sculpteur belge (° 11 juillet 1810)
- 15 juillet : Jacques Dehaene, homme d'église et homme politique français (° 16 septembre 1809)
- 29 juillet : Andrew Leith Adams, médecin, naturaliste et géologue (° 1827).